# 3197 Weissman
3197 Weissman (1981 AD) là một tiểu hành tinh vành đai chính được phát hiện ngày 1 tháng 1 năm 1981 bởi E. Bowell ở Flagstaff (AM).